# Українське теріологічне товариство НАН України
Українське теріологічне товариство НАН України — об'єднання теріологів, тобто зоологів, екологів, природоохоронців та інших фахівців, об'єктом або предметом вивчення яких є ссавці. Українське теріологічне товариство сформувалося у березні 1982 року як Українське відділення Всесоюзного теріологічного товариства АН СРСР.

## Історія

Вадим Топачевський — ініціатор створення і голова УТТ у 1982—2004 рр. (фото 10.11.1992)

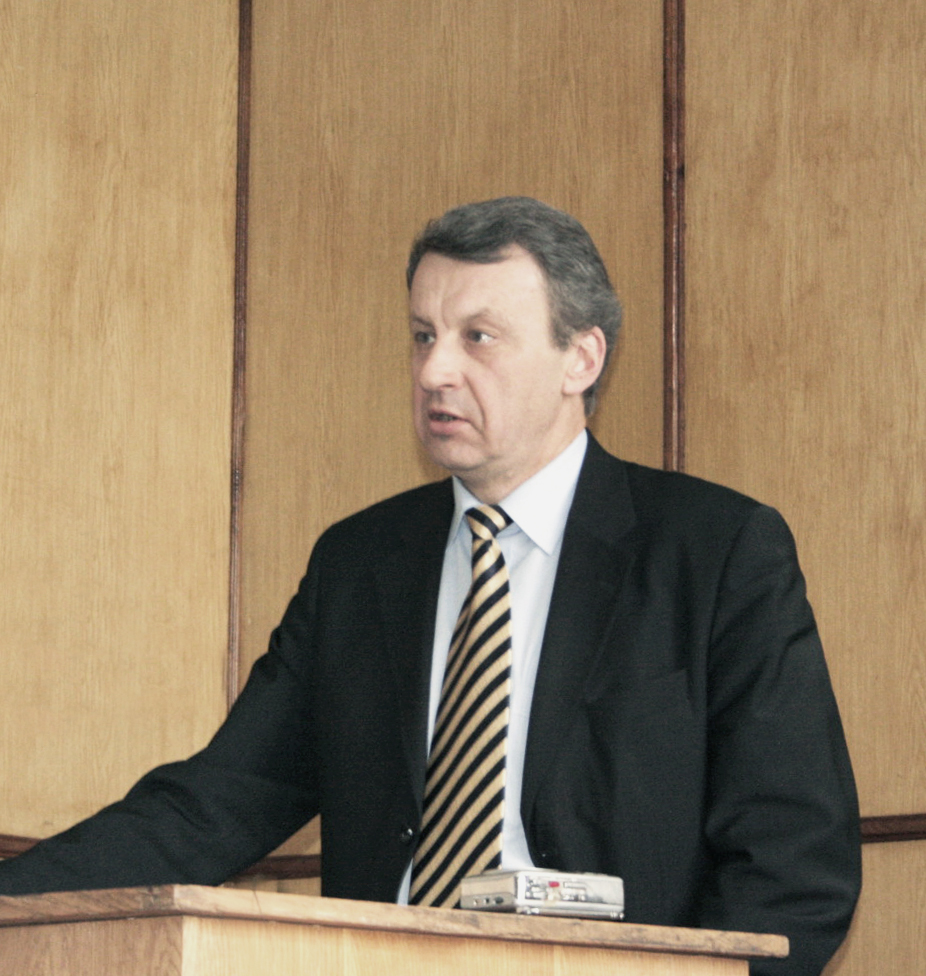
Ігор Ємельянов — член Ради та в.о. голови УТТ (фото 2007 року)

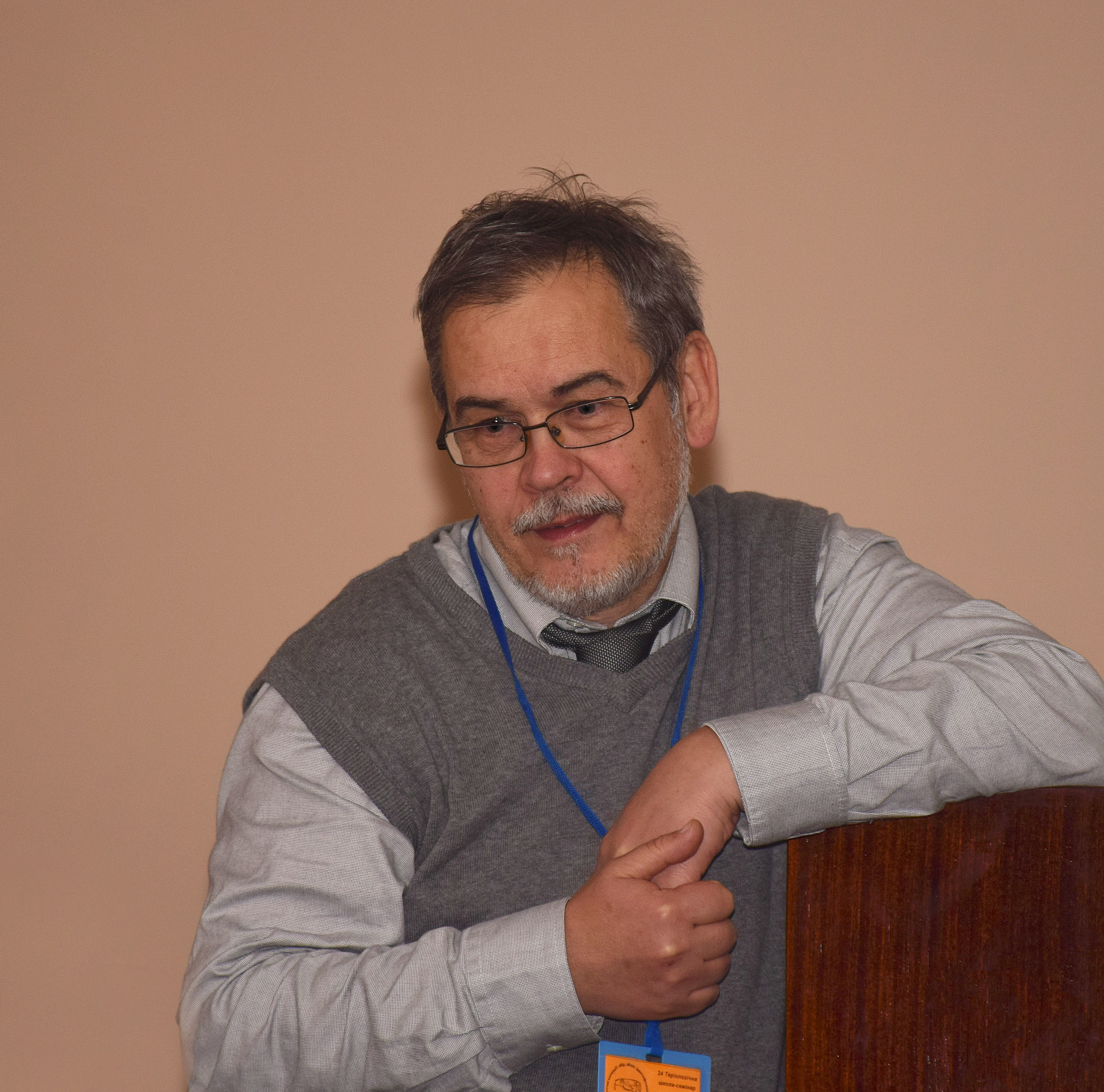
Ігор Загороднюк — один із засновників і віце-президент УТТ; ініціатор створення теріологічної школи (фото 2017 року)

## Історія[1]
Товариство організовано у березні 1982 р. як Українське відділення Всесоюзного теріологічного товариства АН СРСР (УО ВТТ) з метою подальшого розвитку і підвищення ефективності координації наукових досліджень в галузі теріології, активізації видавничої діяльності, популяризації та пропаганди наукових і практичних досягнень у вивченні ссавців, поліпшення охорони та раціонального використання тваринного світу, проведення необхідних заходів щодо цього на місцях.
Восени 1991 р., після проголошення незалежності України, УО ВТТ реорганізовано в Українське теріологічне товариство при Відділенні загальної біології НАН України і на сьогодні налічує в своєму складі до 200 фахівців. Керівними органами є Рада товариства та її Президія, з 2002 року ці функції виконує Ради Теріологічної школи як єдиний фактичний керівний орган УТТ. На 1991 рік Голова УТТ був академік НАН України В. О. Топачевський; його заступники — М. Ф. Ковтун, І. Г. Ємельянов (нині — голова) та І. В. Загороднюк; секретар — Т. В. Крахмальна. З 2015 року головою є акад. Ігор Ємельянов, його засткпником і головою щорічних зібрань «Теріологічна школа-семінар» — Ігор Загороднюк, секретар — Золтан Баркасі.
Товариство координує наукові дослідження з різних напрямків теріологічної науки, зокрема популяційної біології та екології, екологічної та еволюційної морфології, палеотеріології, систематики і таксономії, при вирішенні проблем внутрішньовидової та міжвидової мінливості, з'ясуванні структури угруповань ссавців та їх ролі в екосистемах, охорони рідкісних і зникаючих видів, раціонального використання окремих груп, важливих для народного господарства, медичної та промислової теріології, паразитології. Чільне місце в діяльності товариства посідають питання впровадження нових методів досліджень та підвищення методичного рівня наукових робіт, проведення нарад і семінарів з метою обміну досвідом фахівців, координації їх зусиль при вивченні цієї важливої групи тваринного світу.
З часу створення в структурі товариства налічувалось чотири секції: екології, морфології, палеотеріології та систематики, мисливських ссавців. У 1989 р. із секції екології виділено секцію медичної теріології. На жаль, у тому самому 1992 році всі згадані секції припинили свої існування, і товариство почало шукати нові форми діяльності, основною з яких на довгі роки стала Щорічна школа-семінар теріологів природних заповідників та біологічних стаціонарів, у подальшому — Теріологічна школа.
З часу заснування товариство проведено 13 республіканських та міжнародних нарад, конференцій, шкіл-семінарів (теріологічних шкіл), видало низку монографій, збірників і популярних на той час «препринтів».

## Сучасна структура і діяльність
Базовою науковою установою товариства, в якій працюють голова і секретар УТТ, є Національний науково-природничий музей НАН України (Київ-30, Б. Хмельницького, 15, ННПМ НАН України).
- в. о. голови товариства — чл.-кор. НАН України, докт. біол. наук, директор Національного науково-природничого музею НАН України, проф. Ігор Ємельянов;
- заступник голови УТТ — канд. біол. наук, завідувач Лабораторії екології тварин і біогеографії Луганського національного університету Ігор Загороднюк,
- секретар УТТ — канд. біол. наук, зав. Відділом палеонтології ННПМ НАН України Тетяна Крахмальна.

В активі товариства (Рада УТТ) у різний час були або є такі провідні теріологи як:
- докт. біол. наук Вадим Топачевський (Київ)
- докт. біол. наук Іван Сокур (Київ)
- канд. біол. наук Василь Абелєнцев (Київ)
- докт. біол. наук Костянтин Татаринов (Львів)
- докт. біол. наук Михайло Ковтун (Київ)
- докт. біол. наук Юлій Крочко (Ужгород)
- канд. біол. наук Альфред Дулицький (Сімферополь)
- канд. біол. наук Валентин Крижанівський (Київ)
- докт. біол. наук Ігор Ємельянов (Київ)
- докт. біол. наук Анатолій Волох (Мелітополь)
- канд. біол. наук Володимир Лобков (Одеса)
- докт. біол. наук Віктор Токарський (Харків)
- канд. біол. наук Ігор Загороднюк (Луганськ)
- канд. біол. наук  Ігор Дикий (Львів)
- та інші колеги.

Основною поточною формою діяльності товариства є робота в мережі «Теріологічна школа», проведення щорічної Теріологічної школи-семінару та серія видань Праці Теріологічної школи (за даними на 2017 рік видано 15 випусків).